# Mårslet
Mårslet is een plaats in de Deense regio Midden-Jutland, gemeente Aarhus, en telt 4067 inwoners (2008).